# Praroman
Praroman (Prâreman  en patois fribourgeois) est une localité et une ancienne commune suisse du canton de Fribourg, située dans le district de la Sarine.

## Histoire
Tout d'abord divisé entre plusieurs possesseurs de fiefs, le village fait partie, depuis le XVe siècle, des Anciennes Terres avant d'être inclut dans le district de La Roche en 1798, puis dans le district de Fribourg dès 1803 avant d'être érigé en commune en 1848. Celle-ci du être mise sous régie entre 1942 et 1973, faute de candidats aux élections.
Outre le village de Praroman, l'ancienne commune comprenait les hameaux du Pafuet et une partie du Mouret (l'autre se trouvant sur la commune de Ferpicloz).
Praroman a fusionné le 1er janvier 2003 avec ses voisines de Bonnefontaine, Essert, Montévraz, Oberried et Zénauva pour former la nouvelle commune de Le Mouret.

Photo aérienne prise en 1964

## Patrimoine bâti
Le village compte deux bâtiments classés comme biens culturels d'importance nationale (l'ancien presbytère et une ferme, située route de l’Église 57), ainsi que six bâtiments classés comme biens culturels d'importance régionale (trois fermes, l'église Saint-Laurent, la cure et une maison de maître).